# Janet Abbate
Janet Abbate (* 3. Juni 1962) ist eine US-amerikanische Informatikerin und Sozialwissenschaftlerin. Sie ist Professorin für Science and Technology Studies am Virginia Polytechnic Institute and State University. Ihre Forschung konzentriert sich auf die Geschichte der Informatik und des Internets, insbesondere auf die Beteiligung von Frauen in diesem Bereich.

## Studium und Karriere
Abbate erwarb einen Bachelor-Abschluss am Radcliffe College und einen Master-Abschluss an der University of Pennsylvania. Außerdem promovierte sie 1994 an der University of Pennsylvania in amerikanischer Zivilisation. Von 1996 bis 1998 war sie Postdoc-Stipendiatin am IEEE History Center, wo sie Forschungen über Frauen in der Computerbranche durchführte. Seit 2004 ist sie außerordentliche Professorin und Co-Direktorin des Graduiertenprogramms für Science and Technology Studies am Campus des Virginia Polytechnic Institutes.
Vor ihrer akademischen Tätigkeit war Abbate selbst Computerprogrammiererin. Das hat ihren Forschungsansatz beeinflusst und wurde in Rezensionen über ihre Arbeit als relevant zitiert.

## Veröffentlichungen
1995 war Abbate zusammen mit Brian Kahin Mitherausgeberin von Standards Policy for Information Infrastructure.
Abbate ist die Autorin von zwei Büchern:
- Inventing the Internet (2000)[8]
- Recoding Gender: Women’s Changing Participation in Computing (2012)[9]

Inventing the Internet wurde von vielen Seiten als wichtiges Werk in der Geschichte der Computer- und Netzwerktechnik gewürdigt, vor allem weil es die Rolle der sozialen Dynamik und der Beteiligung von Nicht-Amerikanern an der frühen Netzwerkentwicklung hervorhebt. Allerdings wurde das Werk von einigen kritisiert, die Abbates Hintergrund in der Computerprogrammierung als Ursache für Probleme bei der Darstellung einer nicht-technischen Erzählung anführten. Seitdem hat sie darüber geschrieben, dass Historiker sich der Perspektiven bewusst sein müssen, die sie einnehmen, wenn sie über die Geschichte des Internets schreiben, und sie hat die Implikationen einer Definition des Internets in Bezug auf „Technologie, Nutzung und lokale Erfahrung“ untersucht, anstatt es durch die Brille der Verbreitung von Technologien aus den Vereinigten Staaten zu betrachten.
Recoding Gender erhielt ebenfalls positive Kritiken, insbesondere für die Einbeziehung von Interviews mit Frauen und für den historischen Überblick darüber, wie Frauen und Geschlecht die Computerprogrammierung geprägt haben. Allerdings wurde das Buch auch als unzusammenhängend kritisiert – das Thema „Frauen in der Informatik“ sei nicht stark genug, um als Leitfaden zu dienen.

## Auszeichnungen
Das Buch Recoding Gender wurde 2014 mit dem Preis des Computer History Museum ausgezeichnet.